# Rugby Club Armazi
Actualités
Le Rugby Club Armazi (en géorgien : სარაგბო კლუბი არმაზი მარნეული) est un club géorgien de rugby à XV basé à Marneouli.

## Historique
Le club de rugby de l'Armazi est créé en 2003.
Il change de ville en 2017, quittant ainsi la capitale Tbilissi pour s'installer à Marneouli ; cette relocalisation entre dans le cadre d'une réflexion sur le développement du rugby géorgien qui a conduit à déménager plusieurs clubs de la capitale dans le reste du pays,. Par ailleurs, l'Armazi était déjà partenaire de plusieurs d'équipes de jeunes de la région de Marneouli depuis la saison précédente.

## Palmarès
- Championnat de Géorgie de rugby à XV :
  - Troisième : 2019 (en)[1].